# Sarah Villiersová, hraběnka z Jersey
Sarah Villiersová, hraběnka z Jersey (rozená Fane; 4. března 1785 – 26. ledna 1867, Berkeley Square) byla anglická šlechtična a bankéřka, sňatkem členka rodiny Villiers.

## Původ a rodina
Sarah Sophia Fane se narodila jako nejstarší dcera Johna Fanea, 10. hraběte z Westmorlandu, a jeho manželky Sarah Anne Childové. Její mladší sestra Maria se provdala za Johna Ponsonbyho,vikomta Duncannona, pozdějšího 4. hraběte z Bessborough, bratra Caroline Lambové.
Její matka byla jediným dítětem Roberta Childa, hlavního akcionáře bankovní společnosti Child & Co.

## Kariéra

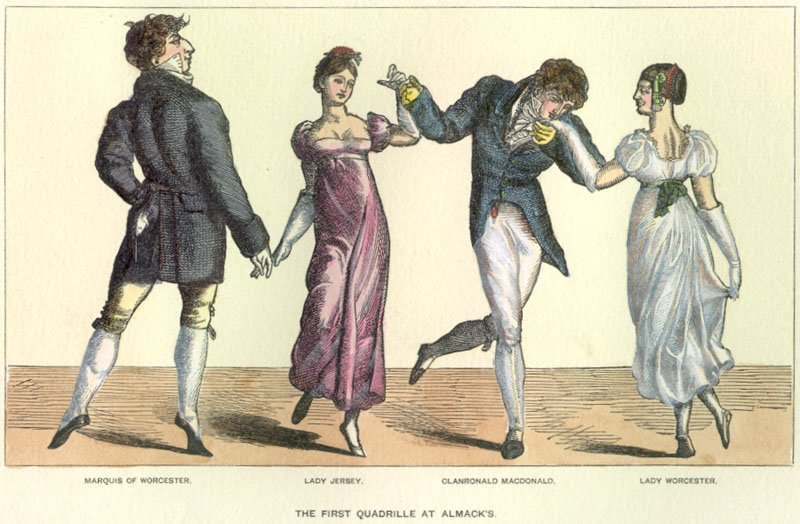
První čtverylka u Almacka, ilustrace představuje lady Jersey, druhá zleva

Podle závěti svého dědečka byla jeho hlavní dědičkou a tak nezdědila jen Osterley Park, ale po smrti své babičky Sarah Childové se stala také starším partnerem bankovní firmy Child & Co. Její manžel George Villiers přidal ke svému ještě příjmení Child. Dědictví z ní učinilo jednu z nejbohatších žen Anglie: v roce 1805 dokázala dát po 20 000 £ čtyřem členům rodiny, aniž by snížila svůj vlastní příjem.
V politice byla konzervativec, Tory, a postrádala vášnivý zájem o politiku, který projevovala její sestřenice Harriet Arbuthnotová. Když se v roce 1830 doslechla, že vévoda z Wellingtonu upadl z moci, na veřejnosti propukla v pláč. Údajně "pohnula nebem i zemí" proti Reformnímu zákonu (1832).

## Osobní život

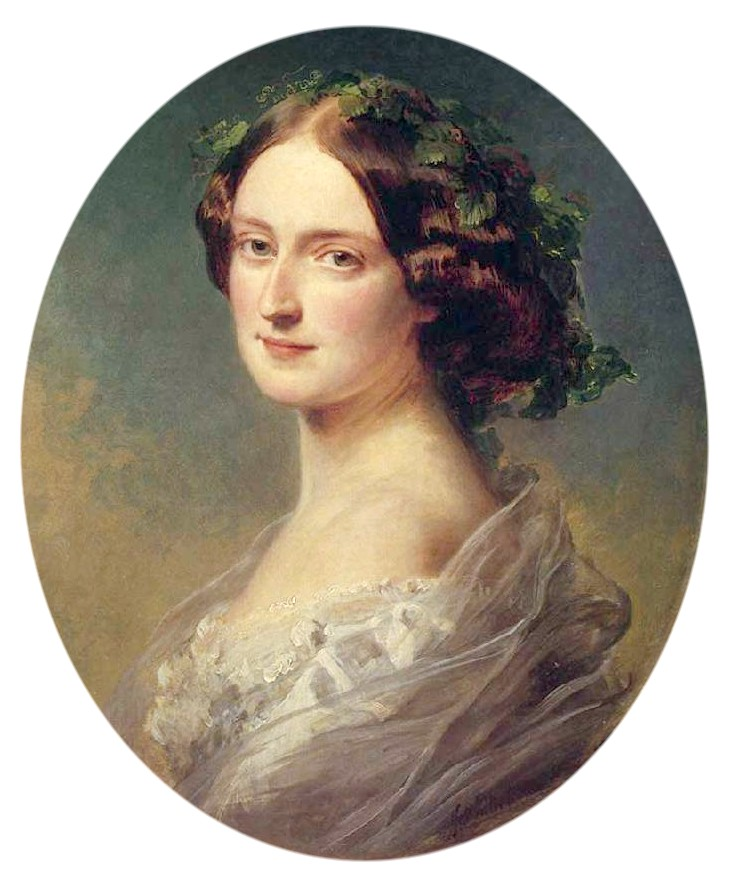
Její dcera, lady Clementina Child-Villiersová, Franz Xaver Winterhalter

23. května 1804 se devatenáctiletá Sarah v přijímacím pokoji svého domu na Berkeley Square provdala za o dvanáct let staršího George Villierse, 5. hraběte z Jersey. Jeho matka Frances Villiersová, hraběnka z Jersey byla jednou z milenek krále Jiřího IV., když byl princem z Walesu. Také aférky samotné Sarah, i když byly vedeny diskrétně, byly prý četné: ze jednoho z jejích milenců byl považován Henry John Temple, 3. vikomt Palmerston. Na otázku, proč nikdy nebojoval v souboji, aby si zachoval pověst své ženy, lord Jersey suše odpověděl, že to by vyžadovalo, aby bojoval s každým mužem v Londýně. Sarah a George spolu měli sedm dětí:
- George Child Villiers, 6. hrabě z Jersey (1808–1859), oženil se s Juliou Peelovou, dcerou premiéra Roberta Peela.
- Augustus John Villiers (1810–1847), oženil se s Georgianou Elphinstone, dcerou George Elphinstonea, 1. vikomta Keitha.
- Frederick William Child Villiers (1815–1871), oženil se s Elizabeth Mariou van Reede, dcerou 7. hraběte z Athlone.
- Francis Child Villiers (1819–1862).
- Sarah Frederica Caroline Child Villiersová (1822–1853), provdala se za Mikuláše III. Antonína Esterházyho z Galanty, syna kněžny Marie Terezie z Thurn-Taxisu, přítelkyně své matky lady Jersey a spolulpatronkou Almacka.
- Clementina Augusta Wellington Child Villiersová (1824–1858).
- Adela Corisande Maria Child Villiersová (1828–1860), provdala se za podplukovníka Charlese Parke Ibbetsona. Její skandální útěk do Gretny Green s kapitánem Ibbetsonem zvýšil v listopadu 1845 náklad všech londýnských novin.

Lady Jersey byla patronkou Almacka, nejexkluzivnějšího společenského klubu v Londýně a vůdkyní tonu (vysoké společnosti) v období Regentství. Byla známá pod přezdívkou Silence (ticho); přezdívka byla myšlena ironicky, lady téměř nikdy nepřestala mluvit. Memoárista Rees Howell Gronow, který ji neměl rád, ji nazval "královnou teatrální tragédie", a považoval ji za "nevychovanou a nepředstavitelně hrubou".
Lady Jersey zemřela na Berkeley Square č. 38 v Middlesexu 26. ledna 1867. Přežila nejen svého manžela, ale také šest ze sedmi dětí.

## V populární kultuře
Byla zvěčněna jako Zenobie v Disraeliho románu Endymion. Caroline Lambová ji zesměšnila v románu Glenarvon; z pomsty ji lady Jersey vyloučila z Almacka, což byla nejvyšší společenská ostuda. To však bylo neobvyklé, protože byla pozoruhodná skutky laskavosti a štědrosti; a nakonec se nechala přesvědčit rodinou Caroline, aby zákaz zrušila.
Lady Jersey je take opakující se postava románech období Regentství od Georgette Heyerové, kde je prezentována jako výstřední a nepředvídatelná, ale vysoce inteligentní a všímavá a schopná laskavosti a štědrosti.